# Jorien ter Mors
Jorien ter Mors (* 21. Dezember 1989 in Enschede) ist eine niederländische Shorttrackerin und Eisschnellläuferin.
Ihr erster internationaler Wettkampf im Erwachsenenbereich waren die Europameisterschaften 2007 in Sheffield, bei der sie auf Anhieb Bronze mit der Staffel gewann. Aber erst in der Saison 2008/09 debütierte ter Mors in Salt Lake City im Weltcup. Bei den Europameisterschaften in Turin konnte sie erneut Bronze mit der Staffel gewinnen, zudem wurde sie bei den Teamweltmeisterschaften in Heerenveen mit ihren Teamkolleginnen Sechste und startete in Wien erstmals bei Weltmeisterschaften, wo sie im Mehrkampf Rang 37 einnahm. Ein Jahr später wiederholte sie den Gewinn der Bronzemedaille mit der Staffel bei den Europameisterschaften 2010 in Dresden. Im Mehrkampf wurde sie Neunte. Auch bei den Weltmeisterschaften in Sofia konnte ter Mors überzeugen, sie wurde im Mehrkampf Zehnte und erreichte über 1500 m das Halbfinale. Sie nahm in Vancouver an den Olympischen Spielen teil. Sie errang mit der Staffel Rang vier, über 500 m schied sie im Vorlauf aus und über 1000 m wurde sie disqualifiziert. Die Saison 2010/11 wurde ihre bislang erfolgreichste. Im Weltcup konnte sie mit der Staffel in Changchun erstmals eine Podestplatzierung erreichen, außerdem qualifizierte sie sich erstmals auch in einem Weltcup-Einzelrennen für ein Halbfinale. Bei den Europameisterschaften in Heerenveen wurde sie mit der Staffel Europameisterin, bei den Weltmeisterschaften in Sheffield gewann sie, ebenfalls mit der Staffel, überraschend Silber. Bei den Europameisterschaften 2012 in Mladá Boleslav erreichte ter Mors schließlich ihre ersten internationalen Erfolge in Einzelrennen. Sie wurde Zweite im Mehrkampf, nachdem sie über 1000 m Gold und über 1500 m und 3000 m Silber gewann. Zudem verteidigte sie mit der Staffel den Titelgewinn aus dem Vorjahr.
Im November 2009 gehörte Jorien ter Mors mit Liesbeth Mau Asam, Maaike Vos, Sanne van Kerkhof und Annita van Doorn zur niederländischen Staffel, die in Marquette in 4:13,135 min einen niederländischen Rekord aufstellte. Sie wurde jedoch nur im Halbfinale eingesetzt. Außerdem hält sie aktuell über 1500 m und 3000 m den nationalen Rekord. Ter Mors errang seit 2007 mehrere nationale Meistertitel.
Im Oktober 2011 startete ter Mors im Eisschnelllaufen. Über 3000 m nahm sie an der nationalen Weltcupausscheidung teil, konnte sich dabei jedoch nicht für das Weltcupteam qualifizieren.
Am 19. Januar 2014 gewann sie als erste niederländische Shorttrackerin die Europameisterschaft im Mehrkampf. Am selben Tag gewann sie außerdem den Europameistertitel mit der niederländischen Staffel über 3000 Meter.
Ihren größten Erfolg im Eisschnelllauf feierte sie bei den Olympischen Spielen 2014 in Sotschi, als sie Gold über 1500 Meter und in der Teamverfolgung gewann.
2016 wurde sie in Kolomna Weltmeisterin über 1000 und 1500 Meter.
Bei den Olympischen Winterspielen 2018 in Pyeongchang gewann sie die Goldmedaille über 1000 m sowie Bronze in der Shorttrack-Staffel über 3000 m. Kurz darauf gewann sie den WM-Titel bei der Sprintweltmeisterschaft in Changchun.

## Persönliche Bestzeiten im Shorttrack
- 500 m 42,965 s (aufgestellt am 15. März 2014 in Montreal)
- 1000 m 1:29,119 min (aufgestellt am 21. Februar 2014 in Sotschi)
- 1500 m 2:18,628 min (aufgestellt am 20. Oktober 2012 in Calgary)
- 3000 m 4:52,965 min (aufgestellt am 16. März 2014 in Montreal)